# Castelo de Charlton
O Castelo de Charlton foi uma mansão fortificada situada em Shropshire entre Shrewsbury e Telford (referência SJ597112)
Sir John Charlton recebeu licença para ameiar a sua residência em Charlton em 1316. Esta mansão protegida era conhecida como Castelo de Charlton e, aparentemente, ainda era usada como residência dos Senhores de Powys no início do século XVI. Em 1588, foi vendido para Francis Newport, mas depois caiu em desuso.
O local está no Registo de Patrimônio em Risco da Inglaterra Histórica devido ao facto de ser muito grande.